# Műszaki nemez
A műszaki nemez (német eredetű szóval: filc) a kézzel készített nemezzel megegyező vagy ahhoz hasonló, gyárilag  előállított textilipari termék. Fontos szerepe van a ruházkodásban, bútorgyártásban, hangszerkészítésben, sportszergyártásban, műszaki és gyógyászati alkalmazásokban, de  készülnek belőle népművészeti, kézműipari termékek és műalkotások is.
A műszaki nemez hagyományos alapanyaga a juhgyapjú. Egyes más állatok szőre is nemezelhetővé tehető (például a nyúlé), de ehhez előzetesen vegyi kezelésük szükséges. A gyapjú és más állati szőrök nemezelhetősége azon alapul, hogy pikkelyes felületű szálai nedves, lúgos közegben kissé kinyílnak és erőteljes mozgatás hatására összeakadva tömör, összefüggő szálhalmazt hoznak létre, ami azután megfelelően alakítható. Műszaki nemezt mesterséges szálakból is előállítanak.

## A nemez nagyipari előállítása
A juhgyapjúból készült műszaki nemez készítése elvileg nem különbözik attól az eljárástól, amit a kézműiparban is használnak, de gyári körülmények között a műveleteket korszerű gépeken és berendezésekben végzik. A nemezlapok és -tekercsek előállítható szélessége ez idő szerint max. 2 méter lehet.
A felhasznált gyapjú minősége nagyon változó lehet, hiszen az állatokról lenyírt gyapjú minősége a juhfajtától, a tartás körülményeitől, az időjárás alakulásától, a nyírás helyétől, időpontjától stb. erősen függ. Ahhoz, hogy egyenletes minőségű nemeztermékeket lehessen belőlük előállítani, nagy szakértelem és megfelelő technológia szükséges.
A gyártás első lépése a keverés, aminek során a gyártáshoz felhasznált különböző gyapjúfajtákat egyenletesen osztják szét a halmazban. Előfordul, hogy bizonyos mennyiségben (ami a nemezelhetőséget még nem gátolja) más szálasanyagokat is bekevernek a gyapjú mellé, például más állatok szőrét, pamutot, szintetikus szálakat stb. A szálhalmazt ezután az ún. farkasológépen vezetik át, amelynek durva fogakkal borított hengerei szétbontják a gyapjúban a nagyobb szálcsomókat és eltávolítják a szilárd szennyeződéseket. A következő művelet a kártolás. A kártológépen finom tűkkel borított hengerek között vezetik át a gyapjút, ezek a tűk elvégzik a finomabb csomók szétbontását, nagyjából párhuzamosítják a gyapjúszálakat, eltávolítják a még bennmaradt szennyeződéseket. A kártológépről a szálhalmaz ún. fátyol formájában kerül le. A következő műveletben attól függően, hogy milyen vastag és milyen súlyú nemezréteget kívánnak előállítani, több fátyolréteget terítenek egymásra és ebből megfelelő méretű lapokat képeznek. Ezeket a többrétegű lapokat helyezik be a nemezelő gépbe, ahol vegyszerek hozzáadásával és vízgőz bevezetésével nedves, meleg, lúgos kémhatású közeget hoznak létre. Ebben a gyapjúszálakból alkotott lapok mechanikai nyomás és körkörös mozgás hatása alatt összetömörödnek (nemezelődnek). Az ezt követő műveletben a nemezt meleg vízzel nedvesítve és oda-vissza forgó hengerek között gyúrva alakítják ki a kívánt egyenletes rétegvastagságot. Az így elkészült nemezlapokat kimossák és szükség esetén olyan vegyszeres kezelésnek is alávetik, amivel rothadásállóvá, víztaszítóvá, éghetetlenné vagy antisztatikussá teszik. Szárítás után a nemezlapok felületét simára nyírják, esetleg csiszolják is, és préseléssel simítják. Ha fehér vagy színes nemezt készítenek, akkor a fehérítést ill.  színezést még a gyapjú szálhalmaz formájában végzik el.
A műszaki nemezt lapokban, tekercsekben és különböző alakú, készre megmunkált formákban hozzák forgalomba. A formázott nemeztárgyakat forgácsolással vagy kivágópréseken alakítják ki.

## Tűzött nemez

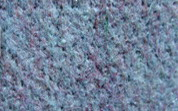
Tűzött nemez felülete

Nemezszerű terméket olyan anyagokból (többnyire mesterséges szálasanyagokból, például poliamidból vagy poliészterből) is készítenek, amelyek a szó hagyományos értelmében nem nemezelhetők. Ezek gyártásánál a szálak egymásba kapaszkodását mechanikus úton, tűzéssel oldják meg.
A gyártás első művelete itt is a szálhalmazban előforduló csomók szétbontása farkasolással ill. kártolással. A kártológépről lekerülő fátyolréteget itt is több rétegben helyezik egymásra és egy olyan gépen vezetik át, amelynek a vízszintes fátyolrétegekre merőlegesen (fel-le) mozgó szerkezeti egységéből igen sűrűn sok ezer ún. “szakállas” tű áll ki. Miközben ezek átszúrják a fátyolrétegeket, majd kihúzódnak abból, kiálló “szakálljaikkal” szálakat húznak át, amelyek vastagság irányban összeerősítik a rétegeket. A tűknek ez az átszúró és kiemelkedő mozgása percenként akár ezerszer is megismétlődhet, és miközben az így áttűzött anyag továbbhalad, az egész felületen kialakulnak ezek a belső összekötő szálak. A tűk ki is húznak a felületre szálakat, amelyek így a nemez továbbhaladása folytán annak felső felületbe belesimulnak és a tűk újbóli beszúrásakor végük a nemezréteg belsejében rögzül. Ez szilárdan összefüggő, a valódi nemezhez nagyon hasonló képződményt eredményez. 
Az így készült tűzött nemezt azután hasonló vegyszeres és mechanikai kikészítő műveleteknek vetik alá, mint a gyapjúnemezt. Színes tűzött nemez gyártásához előre megszínezett szálakasanyagot használnak fel. Nagyobb szilárdság elérése végett a tűzött nemezt esetleg ragasztóanyaggal is telítik.

## Felhasználási területek
Nemezből rendkívül sokféle terméket csinálnak az ipar, a mezőgazdaság és a gyógyászat számára. A mindenkori felhasználási terület kiválasztásánál természetesen figyelemmel kell lenni arra, hogy a valódi gyapjúnemez és a tűzött nemez tulajdonságai – részben a nyersanyag, részben a gyártási eljárás különbözősége miatt – jelentősen eltérhetnek. Az alábbiakban csak néhány példát sorolunk fel a legfontosabb alkalmazási területekből:
- ruhaipar (például kalap)
- cipőipari alkalmazások (például talpbetét)
- bútorgyártás
- nemezművészet, dekorációk
- lószerszám (például nyeregalátét)
- sportszergyártás

- tömítések
- alátétek
- szűrőbetétek gáz- és folyadékszűrőkben
- rezgéscsillapítás
- hangszigetelés
- hőszigetelés
- porszigetelés
- gyógyászati segédeszközök (ortopédia)
- hangszerkészítés (például zongora kalapácsán, fúvós hangszerek szelepein, dobverőn)
- polírozás
- folyékony kenőanyag (olaj) szállítása a megfelelő gépalkatrészhez
- hengerbevonatok különböző gépeken

## Külső hivatkozások
- Mindenféle a nemezről http://www.filzlexikon.de/ (németül)
- Műszaki nemezek https://web.archive.org/web/20080220170735/http://www.nemez.hu/m1.html